# Юхары Тала
Юхары Тала (рус. Верхние Талы; цахур. Угъадынбы Тала; азерб. Yuxarı Tala; авар. Эхеди Тала) — село и административный округ Закатальского района Азербайджанской Республики. В состав Юхары Тала также входят Чудулубина, Лагодехбина и Мешлеш.

## История
В Кавказском календаре от 1912 года присутствует название Талы Закатальского округа. Население указано азербайджанским (мугалы) численностью 6105 человек на то время.

## Экономика
Основным занятием местного населения является земледелие, ореховодство, скотоводство, овощеводство, садоводство и табаководство.

## Объекты
В селе имеется две среднеобразовательные школы и один детский сад.
Также в данном населенном пункте имеется Джума мечеть (араб. مسجد الجمعة‎, рус. Пятничная мечеть), построенная в 1910 году под руководством шейха Ахмеда Эфэнди Талалы. Средства на покрытие крыши мечети выделил «великий благотворитель» Гаджи Зейналабдин Тагиев в знак подарка талалынцам.

## Население
| Этногруппы         | Число жителей, к 1970 г. | Число жителей (%), к 1970 г. |
| ------------------ | ------------------------ | ---------------------------- |
| всего              | 3 924                    | 100 %                        |
| азербайджанцы      | 3 696                    | 94.2 %                       |
| аварцы             | 88                       | 2.2 %                        |
| лезгины            | 59                       | 1.5 %                        |
| цахуры             | 50                       | 1.3 %                        |
| русские и украинцы | 10                       | 0.3 %                        |
| грузины            | 1                        | 0.1 %                        |

## Известные личности
- Ариф Гаджылы — азербайджанский политический деятель.